# Sparken
Sparken is een skatepark nabij Hamnmagasinet en de Ume-rivier in het centrum van Umeå, Zweden. 
Het park ligt direct onder de Tegsbronbrug over de rivier. Het park is ongeveer 20 meter breed en 120 meter lang. De naamgeving van het park werd via een wedstrijd beslist. Het park werd ontwikkeld door een referentiegroep en het Canadees ontwerpbureau New Line Skateparks INC was verantwoordelijk voor het uiteindelijke ontwerp. Het park is geheel gebouwd van beton met zogenaamde rails en een omringend hek. Het park werd voltooid in 2009 en maakte het eerste deel uit van een groot infrastructureel project in Umeå waarbij grote delen van het centrum van de stad hervormd werden, een project genaamd de "Stad tussen de bruggen" (Staden mellan broarna). Het park won de Sveriges Arkitekter Övre Norrlands Arkitekturpris in 2012.

## Fotogalerij

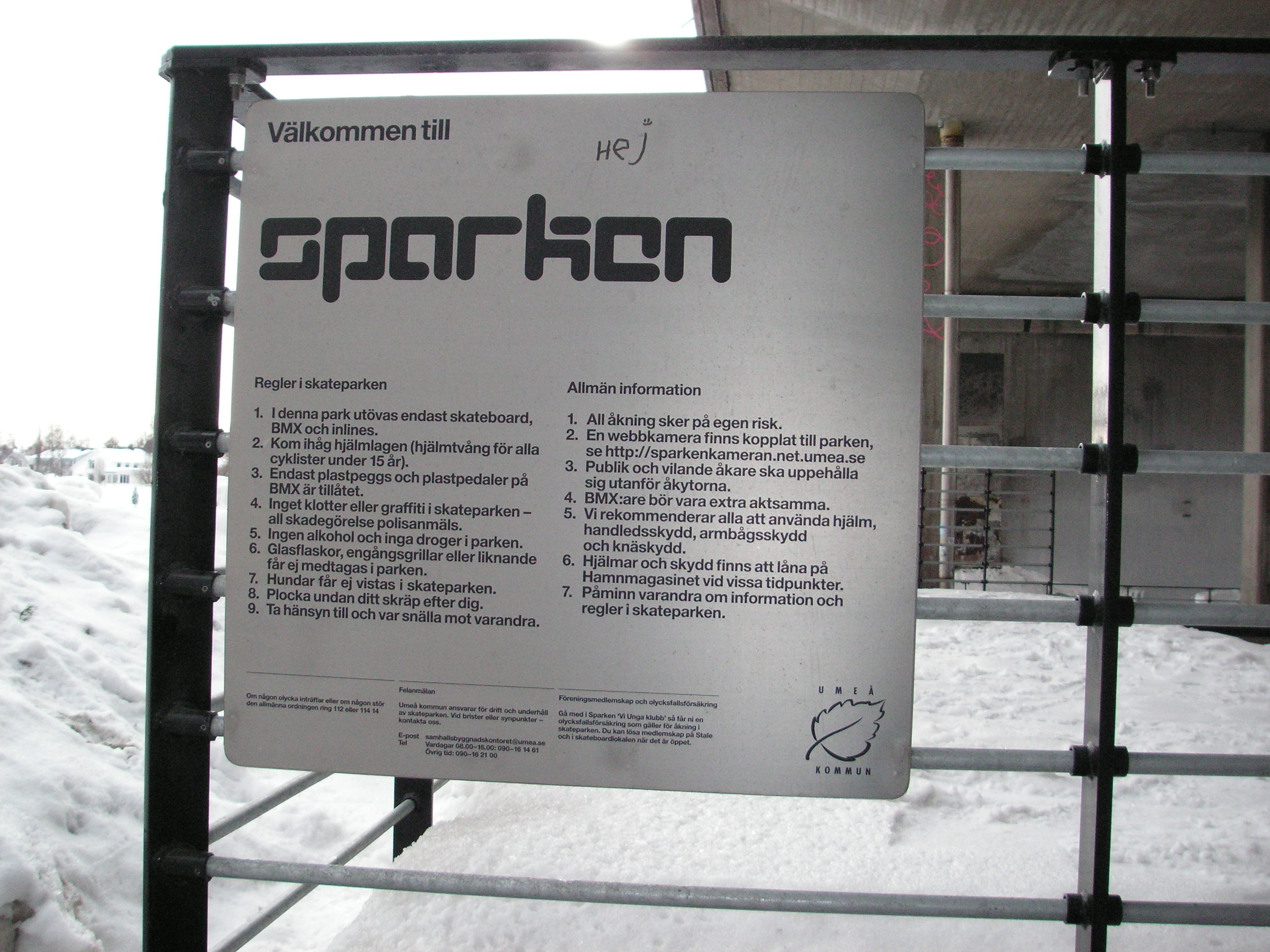
Welkomsbord aan de ingang
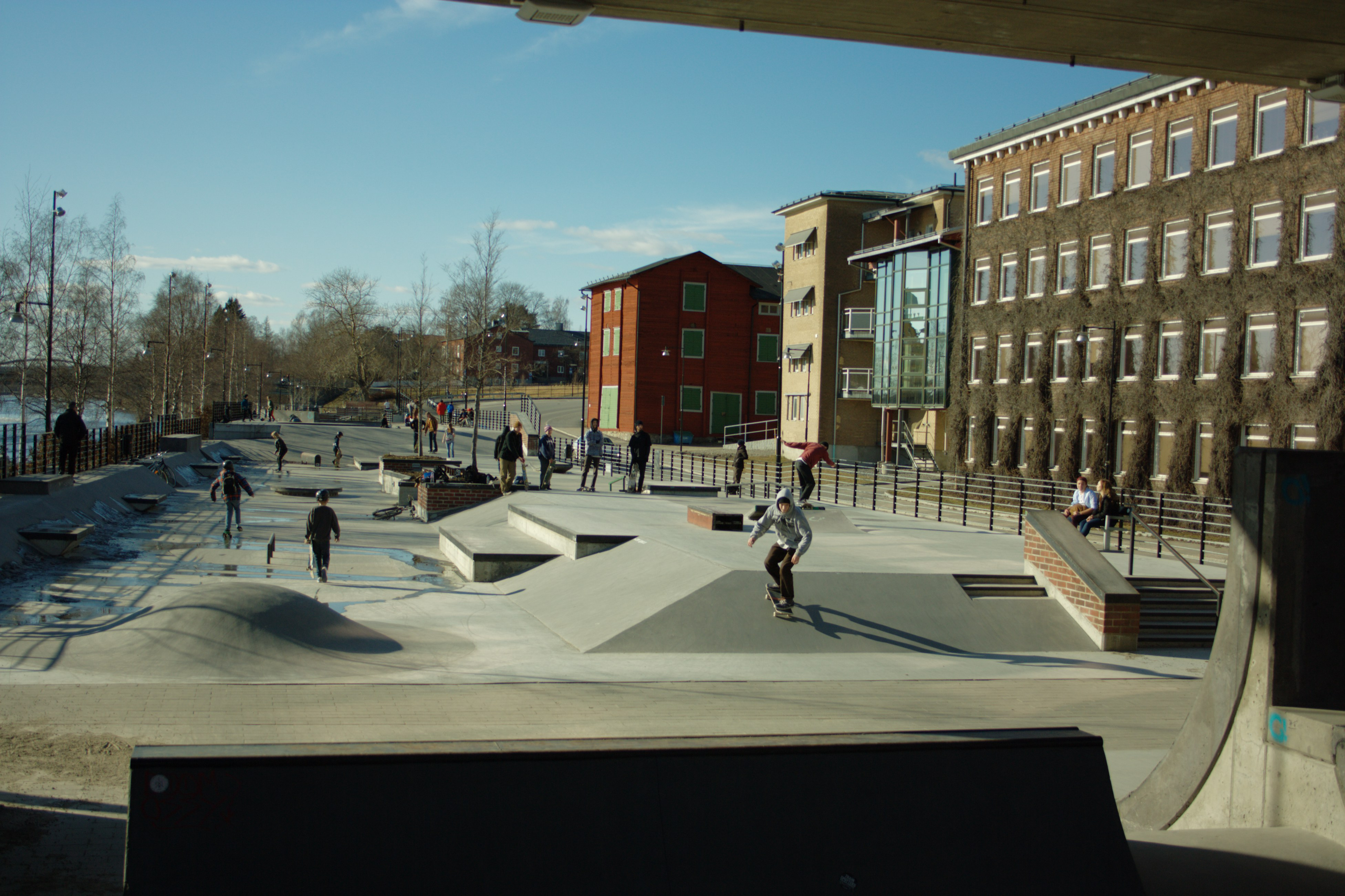
Sparken gefotografeerd in maart 2014
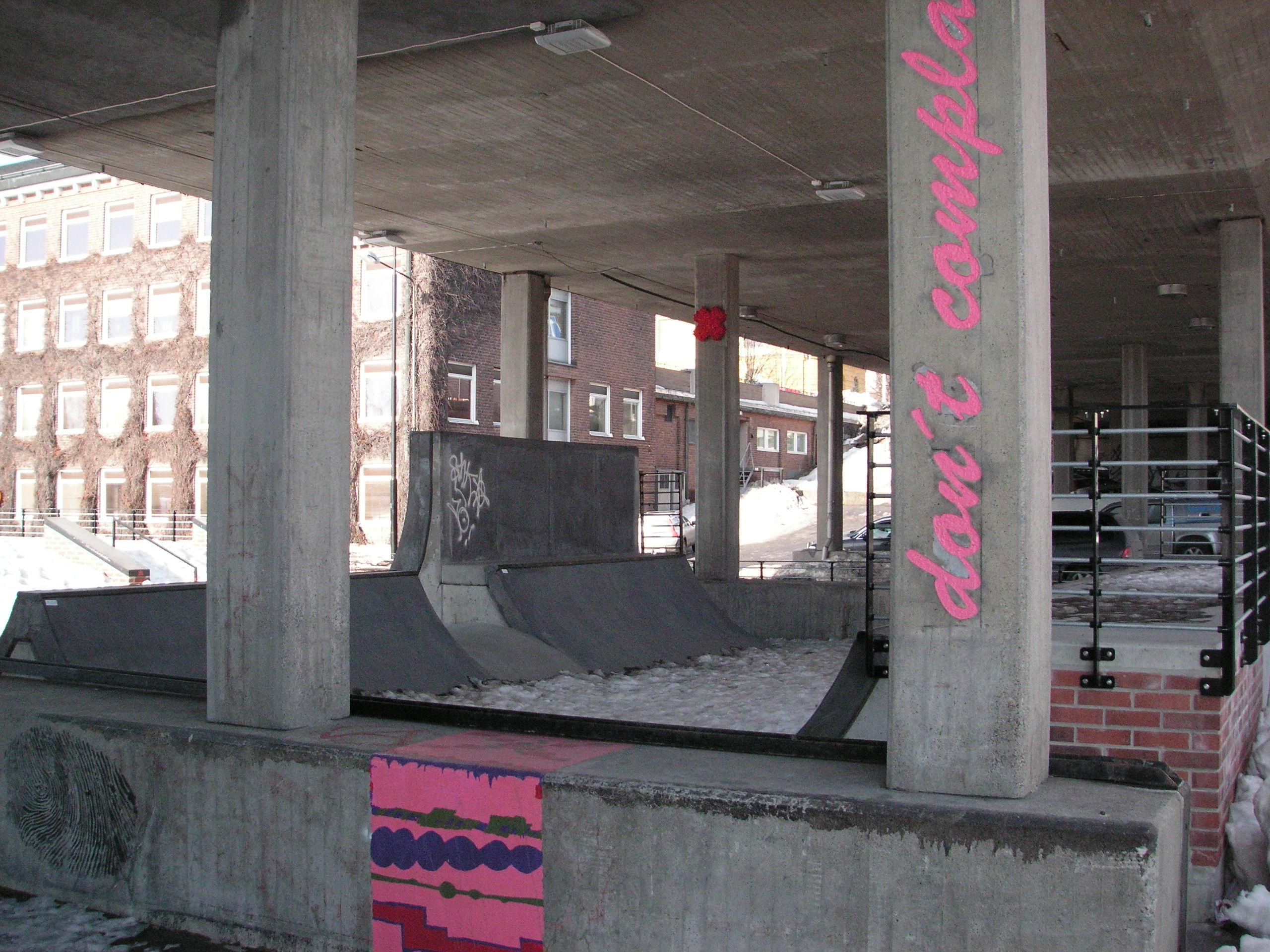
Sparken tijdens de winter in 2011
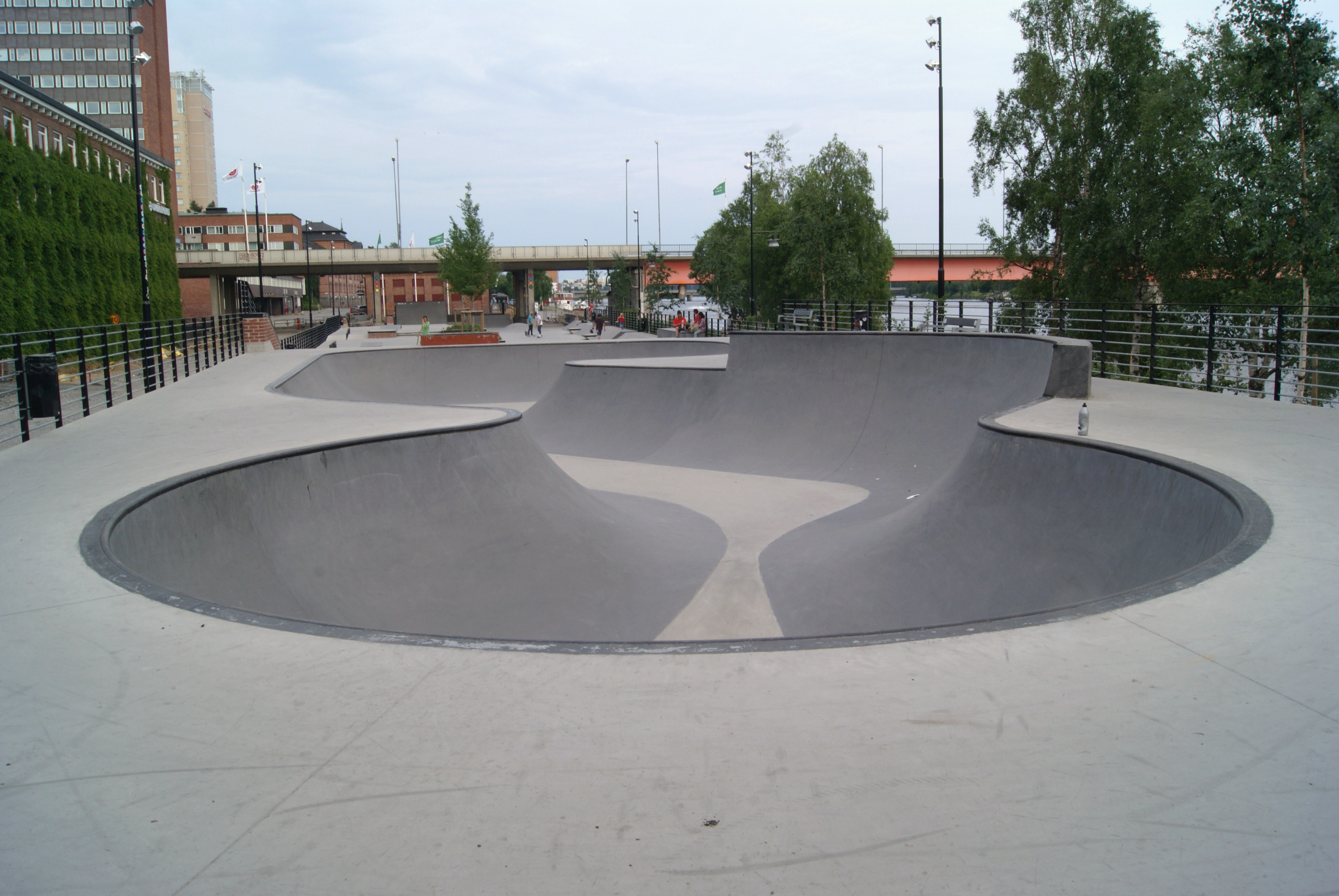
Sparken tijdens de zomer in 2011